# Vilarig
Vilarig es una entidad de población española del municipio de Cistella, perteneciente a la provincia de Gerona, en la comunidad autónoma de Cataluña.

## Toponimia
El nombre del lugar puede encontrarse referido con las grafías Vilaritg y Vilarig.

## Historia
Hacia mediados del siglo XIX, el lugar, ya por entonces perteneciente a Cistella, tenía contabilizada una población de 144 habitantes. Aparece descrito en el decimosexto volumen del Diccionario geográfico-estadístico-histórico de España y sus posesiones de Ultramar de Pascual Madoz de la siguiente manera:

VILARITG: ald. en la prov. y dióc. de Gerona, part. jud. de Figueras, aud. terr., c. g. de Barcelona, ayunt. de Sistellá. sit. sobre un monte, con buena ventilacion y clima frio pero sano. Tiene 80 casas, y una igl. parr. (San Martin) servida por un cura de ingreso, de provision real y ordinaria. El térm. confina los de Terradas, Palau, Surrocá, Sistellá y Lloroná. El terreno participa de monte y llano, es de mediana calidad; le cruzan varios caminos locales, prod.: trigo, aceite y vino; cria ganado y caza. pobl.: 34 vec., 144 alm. cap. prod.: 1.684,000 rs. imp.: 42,100.
(Madoz, 1850, p. 85)

En 2022, la entidad singular de población tenía empadronados 28 habitantes.

## Patrimonio
En el lugar hay una iglesia bajo la advocación de San Martín.